# Johan van Slooten
Johan van Slooten (Urk, 11 maart 1968) is een Nederlandse muziekjournalist, schrijver, programmamaker en politicus.

## Biografie
Van Slooten volgde de hbo-opleiding leraar Nederlands/Engels in Zwolle en werkte daarna korte tijd in het onderwijs. Eind jaren tachtig werd hij tekstschrijver voor de radio-uitzending van de Top 40 op Radio Veronica en later op Radio 538. Hij verzorgde daar de rubriek "Top 40-feiten". 
Ook was hij in die tijd tussen 1991 en 2002 een van de initiatiefnemers en medewerkers van de Chart Club Holland (CCH), een organisatie voor liefhebbers van hitparades uit binnen- en buitenland. Hij droeg bij aan de publicatie van deze organisatie, het Chart Club Magazine.
In 1997 schreef hij een boek naar aanleiding van de vijfhonderdste nummer 1-hit in de Top 40, "When I Die" van No Mercy, 500 nr. 1 hits uit de Top 40. Een jaar later werd hem door de Stichting Nederlandse Top 40 gevraagd de samenstelling en redactie over te nemen van het Hitdossier. Hij heeft drie edities van deze serie samengesteld en geschreven.
In 1998 werkte hij korte tijd voor de Stichting Nederlandse Top 40. Hij combineerde al zijn activiteiten met een baan als redacteur-verslaggever bij Omroep Flevoland (1997-2000).
In 2000 stapte hij over naar de AVRO, waar hij redacteur-verslaggever werd bij de Radio 2-programma's Thuis op Twee en Schiffers.fm. Hij zette zijn werk bij Omroep Flevoland als freelancer voort als presentator van diverse nieuws- en muziekprogramma's. Bovendien schreef hij van 2001 tot 2005 wekelijks een column op de Pop-pagina van het Algemeen Dagblad. Tussen 2003 en 2008 werkte hij als redacteur bij Radio Veronica.
Tussen 1997 en 2006 verscheen gemiddeld eens per jaar een nieuw boek, waarvan de meeste zijn gebaseerd op de Nederlandse Top 40 en aanverwante hitlijsten. De 8e editie van het Top 40 Hitdossier (1956-2001) was in 2005 genomineerd voor de titel "Beste Nederpopboek van de laatste 30 jaar". De 9e editie (1958-2005) bereikte als enige in de serie De Bestseller 60.
Tot 2012 werkte Van Slooten bij de Engelstalige afdeling van de Wereldomroep als redacteur en presentator, en bij RTV Noord-Holland als presentator van het programma De Noord-Hollandse Muziekmiddag op zondagmiddag. In september 2007 verscheen de Top 40 Hitdossier Scheurkalender editie 2008. Verder schrijft hij artikelen voor verschillende bladen en radio- en tv-programma's, waaronder Toppop Golden Years. Tevens is hij met enige regelmaat als muziekdeskundige te horen in radioprogramma's op onder meer NPO Radio 1 en NPO Radio 2. In april 2021 werd hij door Bert Kranenbarg (NPO Radio 5) uitgebreid geïnterviewd voor een aflevering in de podcastserie Radioreuzen, waarin de hitparades centraal stonden.

## Politieke carrière
In maart 2015 werd hij gekozen tot lid van Provinciale Staten van Flevoland voor het CDA. In 2019 werd hij herkozen. Hij vervulde daarbij ook de rol als provinciaal campagneleider. Begin 2021 werd hij fractievoorzitter. Voor de Europese Parlementsverkiezingen 2024 staat hij dertiende op de kandidatenlijst.

### Bestseller 60
| Boeken met noteringen in de Nederlandse Bestseller 60 | Jaar van verschijnen | Datum van binnenkomst | Hoogste positie | Aantal weken | Opmerkingen |
| ----------------------------------------------------- | -------------------- | --------------------- | --------------- | ------------ | ----------- |
| Top 40 Hitdossier 1956-2005                           | 2005                 | 01-04-2005            | 32              | 2            |             |

- Nederlandse Thesaurus van Auteursnamen: 159198941
- Virtual International Authority File: 78212528